# Marocco ai Giochi della XXXII Olimpiade
Il Marocco ha partecipato ai Giochi della XXXII Olimpiade, che si sono svolti a Tokyo, Giappone, dal 23 luglio all'8 agosto 2021 (inizialmente previsti dal 24 luglio al 9 agosto 2020 ma posticipati per la pandemia di COVID-19) con quarantotto atleti, trentatré uomini e quindici donne.
Si è trattato della quindicesima partecipazione di questo paese ai Giochi estivi.

## Medagliere

### Per disciplina
| Sport            | Oro | Argento | Bronzo | Totale |
| ---------------- | --- | ------- | ------ | ------ |
| Atletica leggera | 1   | 0       | 0      | 1      |
| Totale           | 1   | 0       | 0      | 1      |

### Medaglie
| Medaglia | Nome                | Sport            | Evento                    |
| -------- | ------------------- | ---------------- | ------------------------- |
| Oro      | Soufiane el-Bakkali | Atletica leggera | 3000 metri siepi maschili |

## Delegazione
| Sport             | Uomini | Donne | Totale |
| ----------------- | ------ | ----- | ------ |
| Atletica leggera  | 13     | 2     | 15     |
| Beach volley      | 2      | -     | 2      |
| Canoa/Kayak       | 1      | 1     | 2      |
| Canottaggio       | -      | 1     | 1      |
| Ciclismo          | 1      | -     | 1      |
| Equitazione       | 5      | -     | 5      |
| Golf              | -      | 1     | 1      |
| Judo              | -      | 2     | 2      |
| Karate            | -      | 1     | 1      |
| Lotta             | 1      | -     | 1      |
| Nuoto             | 1      | 1     | 2      |
| Pugilato          | 4      | 3     | 7      |
| Scherma           | 1      | -     | 1      |
| Sollevamento pesi | 1      | -     | 1      |
| Surf              | 1      | -     | 1      |
| Taekwondo         | 1      | 2     | 3      |
| Tiro              | -      | 1     | 1      |
| Triathlon         | 1      | -     | 1      |
| Totale            | 33     | 15    | 48     |

## Risultati

### Atletica leggera
Maschile
Eventi su pista e strada
| Atleta                 | Evento       | Batteria  | Batteria  | Semifinale      | Semifinale      | Finale          | Finale          |
| Atleta                 | Evento       | Risultato | Posizione | Risultato       | Posizione       | Risultato       | Posizione       |
| ---------------------- | ------------ | --------- | --------- | --------------- | --------------- | --------------- | --------------- |
| Abdelati El Guesse     | 800 m        | 1'44"84   | 4º q      | 1'46"85         | 8º              | Non qualificato | Non qualificato |
| Oussama Nabil          | 800 m        | 1'45"64   | 5º q      | 1'46"42         | 4º              | Non qualificato | Non qualificato |
| Mostafa Smaili         | 800 m        | 1'46"05   | 4º        | Non qualificato | Non qualificato | Non qualificato | Non qualificato |
| Soufiane el-Bakkali    | 1500 m       | DNF       | DNF       | DNF             | DNF             | DNF             | DNF             |
| Anass Essayi           | 1500 m       | 3'45"92   | 11º       | Non qualificato | Non qualificato | Non qualificato | Non qualificato |
| Abdelatif Sadiki       | 1500 m       | 3'36"23   | 5º Q      | 3'33"59         | 8º              | Non qualificato | Non qualificato |
| Soufiyan Bouqantar     | 5000 m       | 13'43"97  | 12º       | N.D.            | N.D.            | Non qualificato | Non qualificato |
| Abdelkarim Ben Zahra   | 3000 m siepi | 8'28"63   | 10º       | N.D.            | N.D.            | Non qualificato | Non qualificato |
| Soufiane el-Bakkali    | 3000 m siepi | 8'19"00   | 1º Q      | N.D.            | N.D.            | 8'08"90         |                 |
| Mohamed Tindouft       | 3000 m siepi | 8'15"91   | 5º q      | N.D.            | N.D.            | 8'23"56         | 13º             |
| Mohamed Reda El Aaraby | Maratona     | N.D.      | N.D.      | N.D.            | N.D.            | 2h12'22"        | 11º             |
| Othmane El Goumri      | Maratona     | N.D.      | N.D.      | N.D.            | N.D.            | 2h11'58"        | 9º              |
| Hamza Sahli            | Maratona     | N.D.      | N.D.      | N.D.            | N.D.            | 2h14'48"        | 18º             |

Femminile
Eventi su pista e strada
| Atleta         | Evento   | Batteria  | Batteria  | Semifinale | Semifinale | Finale          | Finale          |
| Atleta         | Evento   | Risultato | Posizione | Risultato  | Posizione  | Risultato       | Posizione       |
| -------------- | -------- | --------- | --------- | ---------- | ---------- | --------------- | --------------- |
| Rababe Arafi   | 800 m    | 2'00"96   | 3ª Q      | 1'59"86    | 6ª         | Non qualificata | Non qualificata |
| Rababe Arafi   | 1500 m   | DNF       | DNF       | DNF        | DNF        | DNF             | DNF             |
| Rkia El Moukim | Maratona | N.D.      | N.D.      | N.D.       | N.D.       | 2h40'10"        | 56ª             |

### Nuoto
| Atleta        | Evento                       | Batterie | Batterie   | Semifinali      | Semifinali      | Finale          | Finale          |
| Atleta        | Evento                       | Tempo    | Classifica | Tempo           | Classifica      | Tempo           | Classifica      |
| ------------- | ---------------------------- | -------- | ---------- | --------------- | --------------- | --------------- | --------------- |
| Samy Boutouil | 100 m stile libero maschili  | 50''37   | 43°        | non qualificato | non qualificato | non qualificato | non qualificato |
| Lina Khiyara  | 200 m stile libero femminili | 2'08''80 | 28ª        | non qualificata | non qualificata | non qualificata | non qualificata |

### Sollevamento pesi
| Atleta          | Evento         | Strappo   | Strappo    | Slancio   | Slancio    | Totale | Classifica |
| Atleta          | Evento         | Risultato | Classifica | Risultato | Classifica | Totale | Classifica |
| --------------- | -------------- | --------- | ---------- | --------- | ---------- | ------ | ---------- |
| Abderrahim Moum | 73 kg maschile | 127       | 13°        | 151       | 14°        | 278    | 14°        |

### Triathlon
| Atleta        | Evento               | Nuoto  | T1    | Ciclismo | T2    | Corsa  | Totale   | Classifica |
| ------------- | -------------------- | ------ | ----- | -------- | ----- | ------ | -------- | ---------- |
| Mehdi Essadiq | Individuale maschile | 17'58" | 0'48" | 58'13"   | 0'40" | 35'46" | 1h53'25" | 45º        |